# Мачайас (Мэн)
Мача́йас (англ. Machias) — небольшой город (таун) в округе Вашингтон, штат Мэн, США. Является окружным центром. Согласно данным переписи населения США 2010 года, население города составляет 2221 человек.

## История
Поселение, из которого позднее вырос город, было основано в 1763 году. 11-12 июня 1775 года в районе порта Мачайас состоялось первое морское сражение Американской войны за независимость, завершившееся захватом ополченцами-патриотами британской шхуны Margaretta. В 1777 году глава британской администрации Новой Шотландии Мариот Арбатнот послал Джорджа Кольера захватить город. 13 августа Кольер высадился в бухте Мачайаса произведя поджоги и грабежи городских окрестностей. Однако при попытке захватить город англичане были встречены сильным огнём защитников и отступили. Тем не менее, Кольеру удалось уничтожить припасы, необходимые для американского вторжения в Новую Шотландию.

Мачайас получил самоуправление 23 июня 1784 года. 26 июня 1826 года город был разделён на три самоуправляемые части: Уэст-Мачайас, Ист-Мачайас и Порт-Мачайас (ныне Мачайаспорт). 12 марта 1830 года Уэст-Мачайас был переименован в Мачайас.

## География
Город находится в юго-восточной части штата, в устье реки Мачайас, на расстоянии приблизительно 184 километров к востоку-северо-востоку (ENE) от Огасты, административного центра штата. Абсолютная высота — 13 метров над уровнем моря.

Согласно данным бюро переписи населения США, площадь территории города составляет 38,33 км², из которых, 35,92 км² приходится на сушу и 2,41 км² (то есть 6,29 %) на водную поверхность.

Климат Мачайаса влажный континентальный (Dfb в классификации климатов Кёппена), с морозной, снежной зимой и теплым летом.

## Демография
По данным переписи населения 2010 года в Мачайасе проживало 2221 человек (1028 мужчин и 1193 женщины), 445 семей, насчитывалось 949 домашних хозяйств и 1114 единиц жилого фонда. Средняя плотность населения составляла около 61,8 человека на один квадратный километр.

Расовый состав города по данным переписи распределился следующим образом: 94,69 % — белые, 0,86 % — афроамериканцы, 0,99 % — коренные жители США, 1,17 % — азиаты, 0,23 % — представители других рас, 1,58 % — две и более расы. Число испаноязычных жителей любых рас составило 1,58 %.

Из 949 домашних хозяйств в 22,1 % — воспитывали детей в возрасте до 18 лет, 31,5 % представляли собой совместно проживающие супружеские пары, в 11,7 % семей женщины проживали без мужей, в 3,7 % семей мужчины проживали без жён, 53,1 % не имели семьи. 43,2 % от общего числа семей на момент переписи жили самостоятельно, при этом 19,8 % составили одинокие пожилые люди в возрасте 65 лет и старше. Средний размер домашнего хозяйства составил 2 человека, а средний размер семьи — 2,77 человека.

Население города по возрастному диапазону по данным переписи 2010 года распределилось следующим образом: 16,4 % — жители младше 18 лет, 19,1 % — между 18 и 24 годами, 21,8 % — от 25 до 44 лет, 23,3 % — от 45 до 64 лет и 19,4 % — в возрасте 65 лет и старше. Средний возраст жителей составил 37,7 года.